# Яровой, Михаил Михайлович
Михаил Михайлович Яровой (12 февраля 1864, Мошны, Киевская губерния, Российская империя — 18 февраля 1940, Киев, СССР) — русский и советский художник-график, иллюстратор и педагог.

## Биография
Родился 12 февраля 1864 года в селе Мошны Киевской губернии. Своё детство Михаил провёл в родительском поместье Нечаговка Козелецкого уезда Черниговской губернии. Учился в Нежинской и Киевской гимназиях, Московском реальном училище.
В 1879—1888 годах обучался в Московском училище живописи, ваяния и зодчества под руководством профессора С. С. Сорокина. Был также учеником Ильи Репина. В 1890 году учился в Австрии и Италии.
Участник выставок Московского товарищества художников и Товарищества передвижных художественных выставок. В 1887—1900 годах был участником Киевского общества художественных выставок, а в 1909—1911 годах Московского союза художников. Автор мемуаров о художниках той эпохи.
С 1900 года жил и работал в Киеве.
Среди учеников — С. Р. Бонгарт.
Начиная с 1912 года, имел значительные проблемы со здоровьем и практически не рисовал.
В 1928—1930-х годах преподавал в своей киевской студии. В 1931 году передал в дар художественному музею в Киеве автопортрет собственного деда, живописца и педагога К. Павлова.
Умер 18 февраля 1940 года в Киеве. Похоронен на Лукьяновском кладбище.

## Творчество
Михаил Яровой писал портреты, среди которых известны: «Автопортрет» (изображающий мужчину с лютней), живописца О. Корина, певицы З. М. Гайдай, скрипача М. Г. Эрденко, иллюстрации к произведениям Антона Чехова («Толстый и тонкий», «Беззащитное существо»), рисунки к «Сценам и рассказам» П. И. Раевского, картины на бытовые темы («Два поколения», «На просмотре в невесты», «Одесская гавань»), произведения «Стог сена в поле» и «Пимон-летописец».
Излюбленным жанром в творчестве художника были охотничьи сцены. Среди картин художника встречаются как изображения дичи крупным планом, так и жанровые сцены на фоне пейзажа. Михаил Михайлович сотрудничал с такими журналами как «Природа и охота», «Русский охотник», «Охота», в которых помещал свои работы: «По уткам», «Охота на перепелов», «На охоту», «Рыболов», «Охота на приваду» и другие. Параллельно с иллюстрациями к многочисленным журналам и книгам об охоте, он создавал также станковые произведения с аналогичными сюжетами.
Иллюстрировал книгу «Сцены и рассказы из малорусского народного быта» (1899, Киев).
Картины Михаила Ярового хранятся в Русском музее, Румянцевском музее (дар К. Т. Солдатёнкова), Киевском национальном музее русского искусства, а также частных коллекциях в России и за рубежом.

## Галерея

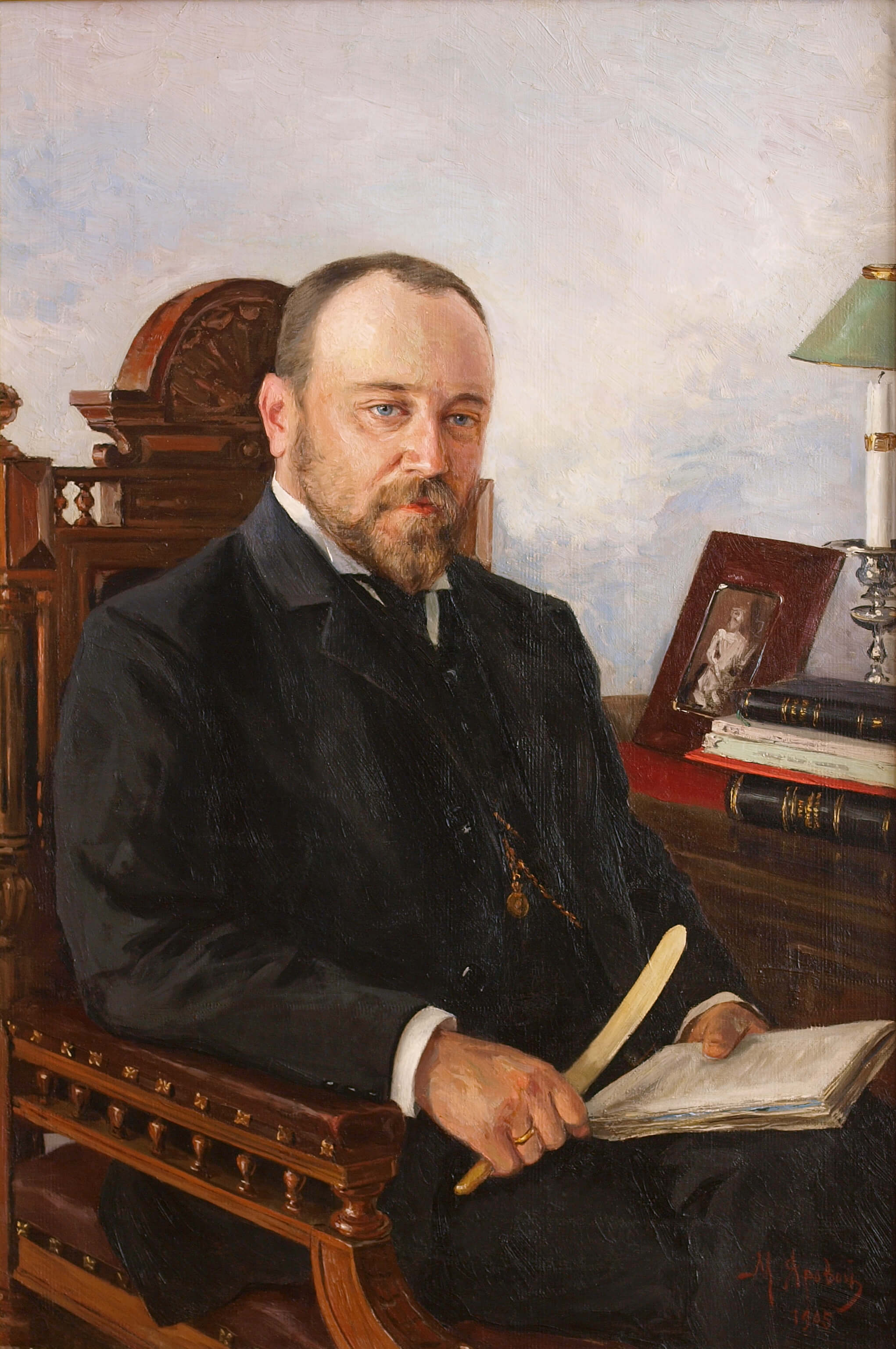
Портрет Н. П. Рузского. 1905
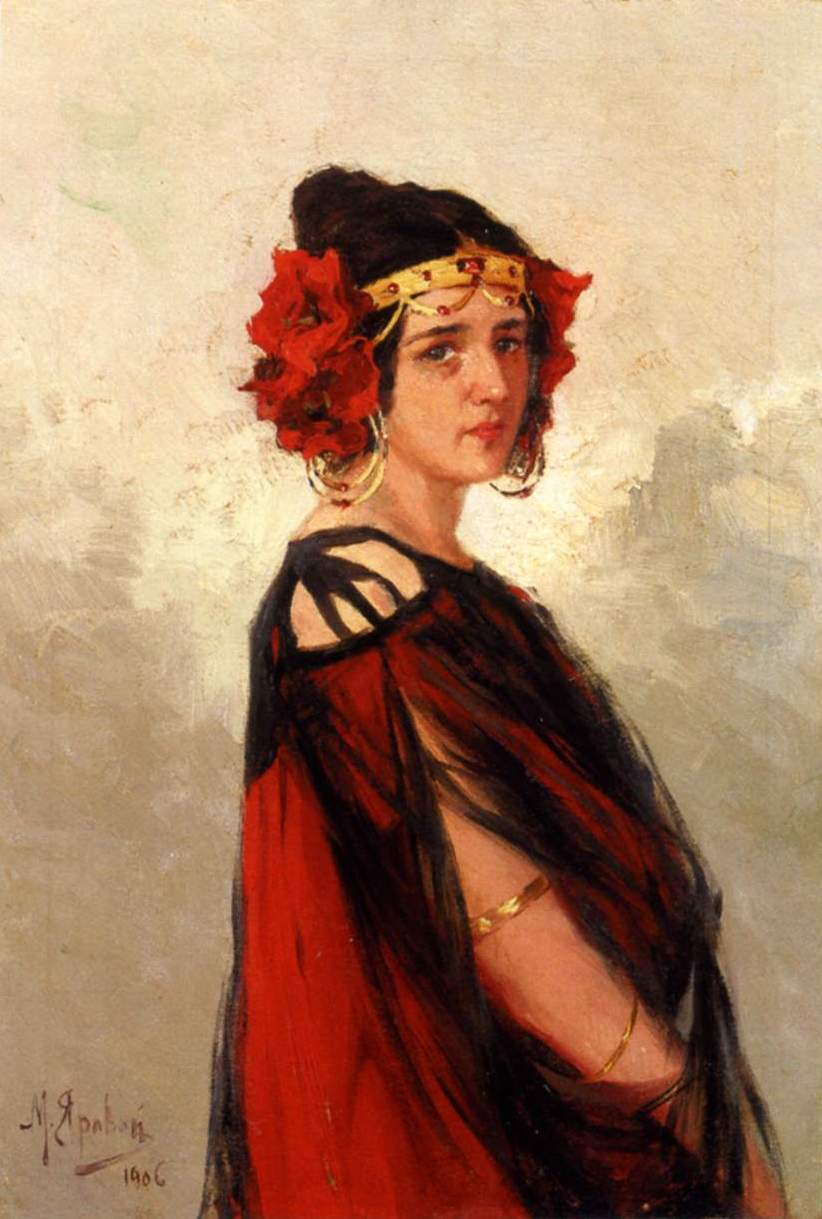
Женщина в красном. 1906
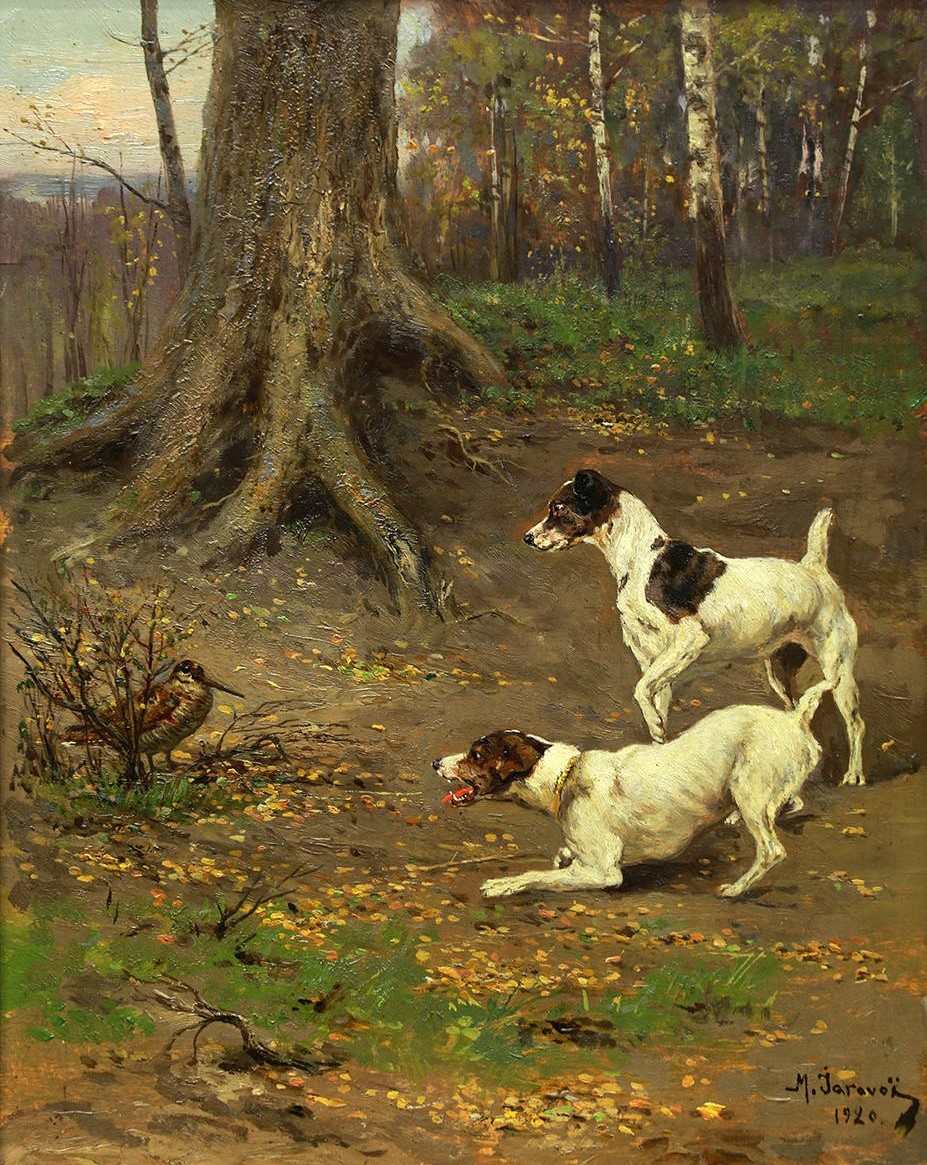
Охотничья сцена (Трагедия в парке). 1920